# O kobietach, o facetach
O kobietach, o facetach to drugi album duetu Ha-Dwa-O!, w pierwotnym składzie z Moniką Wierzbicką oraz Tomaszem "Konfi" Konfederakiem. Z tej płyty wypromowali oni jako single piosenki: "Słowa" (czerwiec 2001), oraz "Ty i ja" z udziałem Andrzeja Rybińskiego, Jako bonusy zamieszczono na płycie dwa utwory wcześniej wydane jako single: "Magia Świąt" (z grudnia 2000), oraz "Serce Sercu" (ze stycznia 2001). Ten ostatni utwór stał się hymnem Wielkiej Orkiestry Świątecznej Pomocy. W jego nagraniu gościnnie udział wzięli: Małgorzata Ostrowska, Zespół Ich Troje, Magda Femme, Artur Gadowski, Jarek Janiszewski (Czarno-Czarni), Zespół KarmaComa, Grażyna Łobaszewska oraz Tomek "Lipa" Lipnicki z zespołów: Acid Drinkers i Lipali, oraz chór dziecięcy "Don Don". 
Na płycie gościnnie wystąpiły: Iwona Guzowska - Mistrzyni Świata w boksie zawodowym kobiet, oraz Magdalena Stużyńska - aktorka znana m.in. z serialu "Złotopolscy". Ponadto zamieszczona na niej cover piosenki "There must be an angel" grupy Eurythmics.
Dwa utwory zamieszczone na płycie nie są piosenkami. Jest to krótkie przywitanie "Na dzień dobry", oraz opowiadanie "Historia pewnej miłości", w wykonaniu znanego aktora Michała Lesienia.

## Piosenki
- Na dzień dobry
- O kobietach, o facetach
- Patrzcie to ja!
- Ty i ja (feat. Andrzej Rybiński)
- Prowadź mnie
- Moje serce Tobie gra
- Ucieknę od Ciebie (feat. Iwona Guzowska)
- Słowa
- Historia pewnej miłości (feat. Michał Lesień)
- Miłość jest w Tobie
- Ósme niebo
- There must be an angel (playing with my heart) (feat. Magdalena Stużyńska)

Bonus Tracks
- Magia Świąt
- Serce Sercu